# Jérémie Dres
Jérémie Dres, né en 1982, est un auteur français de bande dessinée et un artiste œuvrant dans le champ du multimédia.

## Formation
Né en 1982, Jérémie Dres vit et travaille à Paris. Il est diplômé de l'École supérieure des arts décoratifs de Strasbourg où il a étudié la didactique visuelle, qui traite des problématiques et des enjeux spécifiques liés à la transmission de savoirs, de la culture, des connaissances et de la pédagogie.
Il est le neveu de l'écrivaine Évelyne Dress.

## Auteur de bande dessinée
En 2011, il publie un premier roman graphique Nous n’irons pas voir Auschwitz aux éditions Cambourakis, entre reportage et autofiction. Après la mort de sa grand-mère, l'auteur décide de se rendre sur ses traces, en Pologne, en compagnie de son frère aîné. Au travers de rencontres avec la jeune génération d’artistes polonais à Varsovie, avec un rabbin progressiste américain ou encore avec l’historien Jean-Yves Potel (qui signe la préface de l'ouvrage), Jérémie Dres produit une œuvre sur l'identité et l'histoire des juifs de Pologne, de la Seconde Guerre mondiale à aujourd'hui. Cette bande dessinée est traduite en plusieurs langues.
En 2014, il publie Dispersés dans Babylone, consacré au mouvement rastafari, aux Éditions Gallimard.
En 2018, il publie son troisième roman graphique Si je t'oublie Alexandrie,, aux éditions Steinkis, reportage BD sur fond d’enquête familiale entre Paris, Le Caire, Alexandrie, Tel Aviv et Jérusalem dans la lignée de "Nous n'irons pas voir Auschwitz".

## Publications

### Bandes dessinées
- Nous n'irons pas voir Auschwitz, Cambourakis, 2011  (ISBN 978-2-916589-76-3).
- Dispersés dans Babylone, Gallimard, 2014  (ISBN 978-2-07-065571-7).
- Si je t'oublie Alexandrie, Steinkis, 2018  (ISBN 978-2-36846-127-3).

- Profession solidaire, Steinkis, Les Escales, 2020  (ISBN 978-2-36569-450-6)Écrit avec Jean-François Corty et Marie-Ange Rousseau.

- Les Défis de l'intelligence artificielle : un reporter dans les labos de recherche, First, 2021  (ISBN 978-2-412-05660-8).
- Le jour où j'ai rencontré Ben Laden 1. De Vénissieux à Tora Bora, Delcourt, 2021  (ISBN 978-2-413-02987-8).
- Le jour où j'ai rencontré Ben Laden 2. Détenus 161 et 325 à Guantánamo, Delcourt, 2022  (ISBN 978-2-413-04394-2).

### Documentaires pour la jeunesse

#### Auteur complet
- Marie Curie, ma grand-mère, Didier, collection «Mondes en VF», 2019  (ISBN 978-2-278-09441-7) .

#### Illustrations
- Catherine Grabowski, Rendez-vous rue Molière, Didier, coll. « Mondes en VF », 2018 (ISBN 978-2-278-09234-5).
- Myriam Louviot, Les Rêves de Jules Verne, Didier, coll. « Mondes en VF », 2019 (ISBN 978-2-278-09233-8).

## Artiste multimédia
Dans sa production artistique, Jérémie Dres explore les relations entre langage informatique et langue vivante.
Il a réalisé plusieurs œuvres exposées dans des festivals et des expositions (Cube Festival, Centquatre, …) : 
- Paroles de[7]
- Tablographie[8]
- Équations lyriques[9]
- Idéales Idoles[9]

Il a par ailleurs assuré la direction artistique du site web d'information StreetPress.